# Castillo de Alsunga
El Castillo de Alsunga (en letón: Alsungas pils; en alemán: Schloss Alschwangen) es un castillo en el pueblo de Alsunga, en la parroquia de Alsunga, municipio de Kuldīga en la región de Curlandia de Letonia. Fue construido para la Orden Livonia durante la primera mitad del siglo XIV.

## Historia
El castillo de Alsunga se construyó durante el siglo XIV, más tarde se llamó Alsungas Dižgabalkalns, en fuentes escritas se le llamó Aliswangis.
El asentamiento fue mencionado en fuentes escritas por primera vez en 1231, en un contrato entre los ancianos de una tribu de Curlandia y el enviado papal Baldwin de Alna. Durante la época del rey Lammekinus, Alsunga era parte de Bandava, sus territorios.
En 1341, se fortificó la Comandancia de Kuldiga de la Orden Livonia en Alsunga, y en 1372 la Orden construyó un castillo de piedra cuadrangular, que luego se complementó con torres redondeadas. Allí se estableció el Cementerio de la Orden, que estaba subordinado a la Comandancia Kuldīga.
En el Ducado de Curlandia y Semigalia desde 1573 hasta 1728, le castillo de Alsunga perteneció al Mariscal Schwerin del Ducado de Curlandia en la Parroquia de Alsunga. En el año de 1623, el entonces propietario Johan Ulrich von Schwerin se casó en la tradición de la Iglesia Católica con Barbara Konarska de ascendencia polaco-lituana y católica. En 1632 llevó a los jesuitas a Alsunga. Como resultado de la labor misionera de los jesuitas, parte del pueblo se volvió a la fe católica, hoy en día sus descendientes viven en el folclore de católico suiti, dentro de una zona mayoritatiamente luterana.
En 1738, Alsunga pasó a manos de los duques del Ducado de Curlandia y Semigalia. Desde entonces, el complejo sirvió como administrativo de la hacienda Alsunga. En 1741 el castillo fue reconstruido al estilo barroco.
Después de que el castillo fuera nacionalizado en 1920, se estableció allí una lechería en 1925. En 1939 se amplió el segundo piso y se reconstruyó el edificio para su uso como escuela local.